# Kottonmouth Kings
I Kottonmouth Kings sono un gruppo musicale hip hop statunitense formatosi nel 1994.

## Storia del gruppo
Il gruppo si è formato a Placentia (California). Il loro brano Suburban Life è inserito nella colonna sonora del film Scream 2.
Nell'estate 1998 hanno esordito con l'album Royal Highness (Capitol Records). Il vero successo è arrivato nel 2000 con High Society.

## Formazione
- Dustin Miller - D-Loc nome d'arte - (1994-presente) - rapper
- Brad Xavier - Daddy X nome d'arte - (1994-presente) - rapper
- The Dirtball (2009-presente) - rapper
- DJ Bobby B (1994-presente) - DJ
- Lou Dog (1994-presente) - percussioni

Ex membri
- Saint Dog (1994-1999) - rapper
- Pakelika (1994-2009) - ballerino (deceduto)
- The Taxman (2010-2013) - hypeman
- Johnny Richter (1994-presente) - rapper

## Discografia
- Royal Highness (1998)
- High Society (2000)
- Hidden Stash II: The Kream of the Krop (2001)
- Rollin' Stoned (2002)
- Fire It Up (2004)
- The Kottonmouth Xperience (2004)
- Kottonmouth Kings (2005)
- Joint Venture (2005)
- Koast II Koast (2006)
- Hidden Stash III (2006)
- Cloud Nine (2007)
- The Kottonmouth Xperience Vol. II: Kosmic Therapy (2008)
- The Green Album (2008)
- Hidden Stash 420 (2009)
- Long Live The Kings (2010)
- Sunrise Sessions (2011)
- Hidden Stash 5: Bongloads & B-Sides (2011)
- Mile High (2012)
- Krown Power (2015)